# Sigrid Klösges
Sigrid Klösges (* 20. Mai 1938 in Krefeld; † 6. Juli 2000) war eine deutsche Politikerin der SPD.

## Ausbildung und Beruf
Nach der Mittleren Reife 1955 besuchte Sigrid Klösges die Höhere Handelsschule. Von 1956 bis 1970 arbeitete sie als Sekretärin und Sachbearbeiterin in verschiedenen Wirtschaftsbereichen. In der Versicherungsagentur des Ehemannes war sie von 1970 bis 1975 tätig. Ab 1975 bis 1984 war sie selbständige Versicherungsgeneralagentin.

## Politik
Sigrid Klösges war seit 1965 Mitglied der SPD. Sie war Mitglied des SPD-Unterbezirksvorstandes Krefeld und des Bezirksvorstandes Niederrhein der Arbeitsgemeinschaft für Bildungspolitik. Klösges war auch Mitglied des Ortsvereinsvorstandes der SPD Krefeld-West. Ab 1984 wurde sie Mitglied des Rates der Stadt Krefeld und ab 1989 hier stellvertretende Fraktionsvorsitzende. Des Weiteren fungierte sie im Rat der Stadt Krefeld als Vorsitzende des Schulausschusses.
Klösges war Mitglied des Aufsichtsrats der Wirtschaftsförderungsgesellschaft, außerdem war sie im Verwaltungsrat der Sparkasse Krefeld tätig.
Sigrid Klösges war ab dem 1. Juni 1995 bis zu ihrem Tode am 6. Juli 2000 direkt gewähltes Mitglied des 12. und 13. Landtags von Nordrhein-Westfalen.